# Эверильда

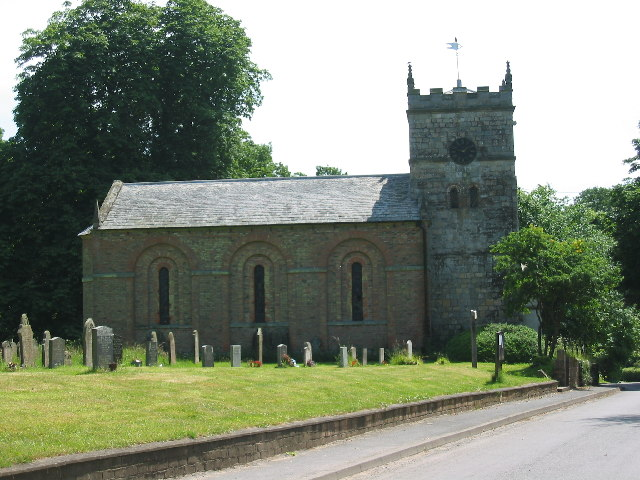
Храм св.Эверильды, Эверингхем

Эверильда (VII век) — дева Эверингхэмская, святая Католической церкви. День памяти — 9 июля.
Святая Эверильда (Everilda, Everildis, Everild), или Эверил (Averil) из Эверингхэма (Everingham) (в современном английском графстве Восточный Райдинг Йоркшира) была крещена святым Бирином вместе с королём Уэссекса Кинегильсом в 635 году. По преданию, она была родом из уэссекского дворянства. Святая Эверильда покинула дом, чтоб стать монахиней и присоединилась к святым Беге (Bega) и Вульдреде (Wuldreda). Святой Уилфрид, епископ Йоркский, постриг их в монахини в местечке, именуемом Ферма Епископа (Bishop’s Farm), впоследствии известном как Эверильдисхэм (Everildisham). В наши дни это место называют Эверингхэм. Она собрала большую монашескую общину в 980 насельниц.

## Почитание
Имя святой Эверильды упоминается в Мартирологе Узуарда (Martyrology of Usuard), также как и в церковных календарях Йорка и Нортумбрии.

## Дополнительные сведения
- Ss Mary & Everilda, Everingham
- Nether Poppleton